# Goroděc
Goroděc (rusky Городец) je město v Nižněnovgorodské oblasti v  Ruské federaci. Při sčítání lidu v roce 2010 měl přes třicet tisíc obyvatel.

## Poloha a doprava
Goroděc leží na levém břehu Volhy naproti městu Zavolžje, kde je nejbližší železniční stanice. Přímo nad městem je Volha přehrazena hrází Gorkovské přehradní nádrže, po které vede silnice.
Od Nižního Novgorodu je Goroděc vzdálen přibližně sedmdesát kilometrů severozápadně.

## Dějiny
Goroděc byl založen v druhé polovině 12. století jako pevnost. Podle některých zdrojů v roce 1152 Jurijem Dolgorukijem, podle jiných zdrojů až po roce 1172. Jméno znamená v ruštině zhruba městečko. Pro odlišení od jiných „městeček“ se někdy nazývalo Goroděc-na-Volze nebo Goroděc-Radilov.
V roce 1263 ve městě zemřel Alexandr Něvský.
V roce 1408 město vypálili nájezdníci Zlaté hordy. V semdnáctém století vznikla nedaleko trosek staré pevnosti vesnice Verchňaja Slobodka, která byla později přejmenována podle starého města opět Goroděc.
Na přelomu 18. a 19. století byla vesnice střediskem starověrců a následně se v průběhu 19. století rozvíjela v obchodní a řemeslné středisko.
Od roku 1921 je Goroděc městem.